# Giovanni Lamanna
Giovanni Lamanna (Crucoli, 18 ottobre 1919 – Crucoli, 20 febbraio 2007) è stato un avvocato e politico italiano.

## Biografia

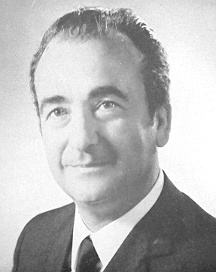
Giovanni Lamanna.

Nato a Crucoli il 18 ottobre 1919 da una famiglia della ricca borghesia crotonese, intraprese gli studi universitari di Giurisprudenza all'Università di Firenze ottenendo la laurea nel 1941 per poi svolgere la professione di avvocato a Catanzaro, dove visse per molti anni.
Nel 1943 si iscrisse al PCI e, in seguito, fu consigliere provinciale per due consiliature e anche consigliere comunale a Catanzaro.
Nel 1960 si presentò alle elezioni comunali divenendo sindaco di Crucoli, carica che manterrà fino al 1970.
Nel 1968 partecipò alle elezioni politiche per entrare in Parlamento, venendo eletto deputato nella V, VI e VII Legislatura.
Giovanni Lamanna si spense nella sua Crucoli il 20 febbraio 2007.

## Opere
- Pagine di lotta meridionalista
- Calabria: cambiare rotta (Rubbettino, 2006)